# Tax
Tax är en hundras från Tyskland. Den är en grythund och drivande hund, vanlig som sällskapshund. Taxen finns i tre hårlag och tre storlekar vilket ger nio varianter. I en undersökning 2012/2013 utnämndes taxen till en av världens tio populäraste hundraser.

## Historia
Ordet tax kommer från tyskans Dachs vilket betyder grävling. Rasnamnet är en förkortning av Dachshund. Numera kallas taxen vanligtvis Teckel eller Dackel i Tyskland.
Sedan mitten av 1900-talet är experterna ense om att taxen är en dvärgmutation av tyska braquehundar (Deutsche Bracken). Denna mutation kallas kondrodystrofi och kan jämföras med akondroplasi hos människor. På franska är basset ett av flera namn på tax, men franska basset anses istället vara en motsvarande mutation av franska braquehundar, medan dachsbracke är en yngre hundrastyp.
Det finns åtskilliga romerska rapporter om taxliknande hundar i Germanien och man har hittat taxliknande skelett från den romerska tiden i Bad Cannstatt vid Stuttgart. Äldsta skriftliga beskrivningen finns i Petrus de Crescentiis' (ca 1230-1320) Ruralium commodorum där han skiljer på sådana med raka ben och sådana med krökta ben. De krökta benen var tidigare ett kännetecken på taxen som avlats bort under 1900-talet. Efter Crescentiis finns taxen beskriven i den huvudsakliga kynologiska litteraturen. Den äldsta tyska beskrivningen i skrift är från 1749 i Johann Friedrich von Flemmings (1670-1733) Der vollkommene teutsche Jäger.
De första att beskriva taxen på svenska var Carl von Linné (1707-1778) i Cynographia eller Beskrifvning om Hunden 1753 och Magnus Orrelius (1717-1794) i Inledning till Djur-Känningen 1776. Rasen kallades då hanse och har även kallats gräfvsvinshund och gravehund i svensk litteratur. I ett brev från 1652 som berättar om jakter med Rutger von Ascheberg (1621-1693) beskrivs små drivande hundar som identifierats som taxar, varför man tror att taxen funnits i Sverige sedan denna tid. Carl von Linné skriver dock att rasen införts till Sverige av Fredrik I (1676-1751). I Svenska Kennelklubbens (SKK) första stambok 1893 registrerades fem taxar.
I taxens första rasstandard från 1879 nämns endast den korthåriga, men de två andra hårlagen tros vara lika ursprungliga. Mot slutet av 1800-talet var den strävhåriga nära att dö ut och fick rekonstrueras. Detta gjordes genom inkorsning av dandie dinmont terrier och strävhåriga pinscher, d.v.s. föregångare till schnauzern samt genom att korsa släthåriga och långhåriga taxar med varandra.
Korthårig tax deltog på Tysklands första hundutställning i Hamburg 1863. Långhårig tax ställdes ut första gången 1882 i Hannover, strävhårig tax visades första gången i Berlin 1883, då fortfarande med drag av dandie dinmont. 1888 bildades den tyska rasklubben och 1891 utkom första bandet av stamboken. De två mindre storleksvarianterna har avlats fram från början av 1900-talet genom systematiskt urval av små individer.

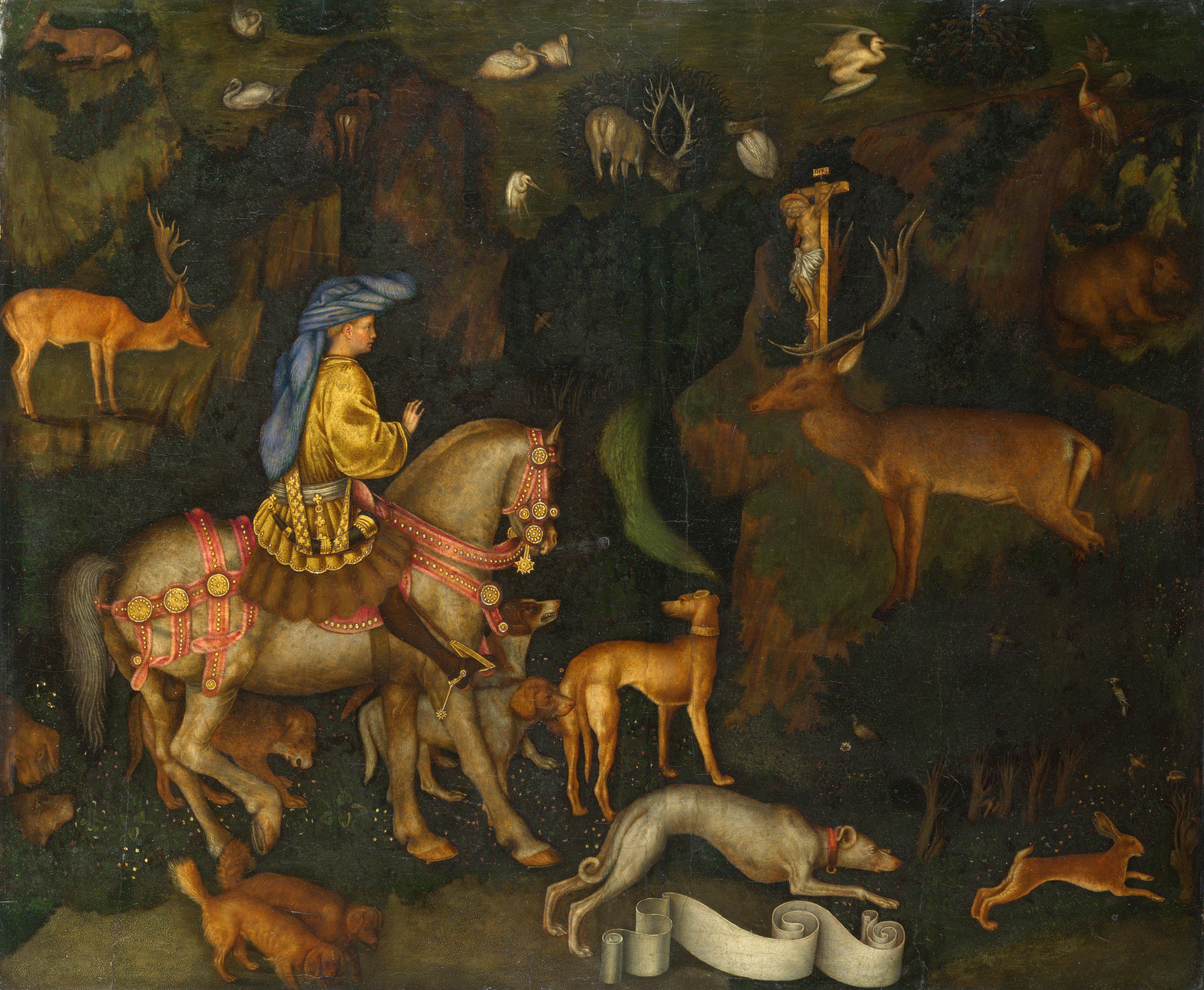
"Sankt Eustachius vision" (ca 1440) av Pisanello (1395-1455). Två långhårstaxar ses nedanför hästen.
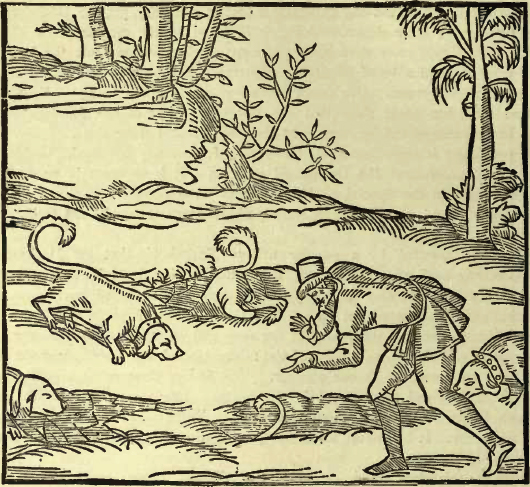
Bassetar, franska för taxar, från Jacques du Fouillouxs (ca 1521-1580) jakthandbok La vénerie 1560.
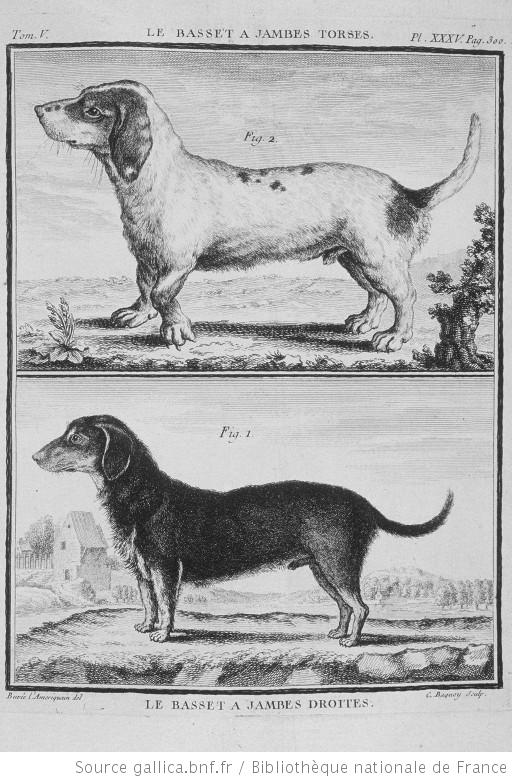
Ur Georges-Louis Leclerc de Buffons (1707-1788) naturalhistoria 1755. "Basset a jambes torses" - basset med krökta ben - motsvarar tax.
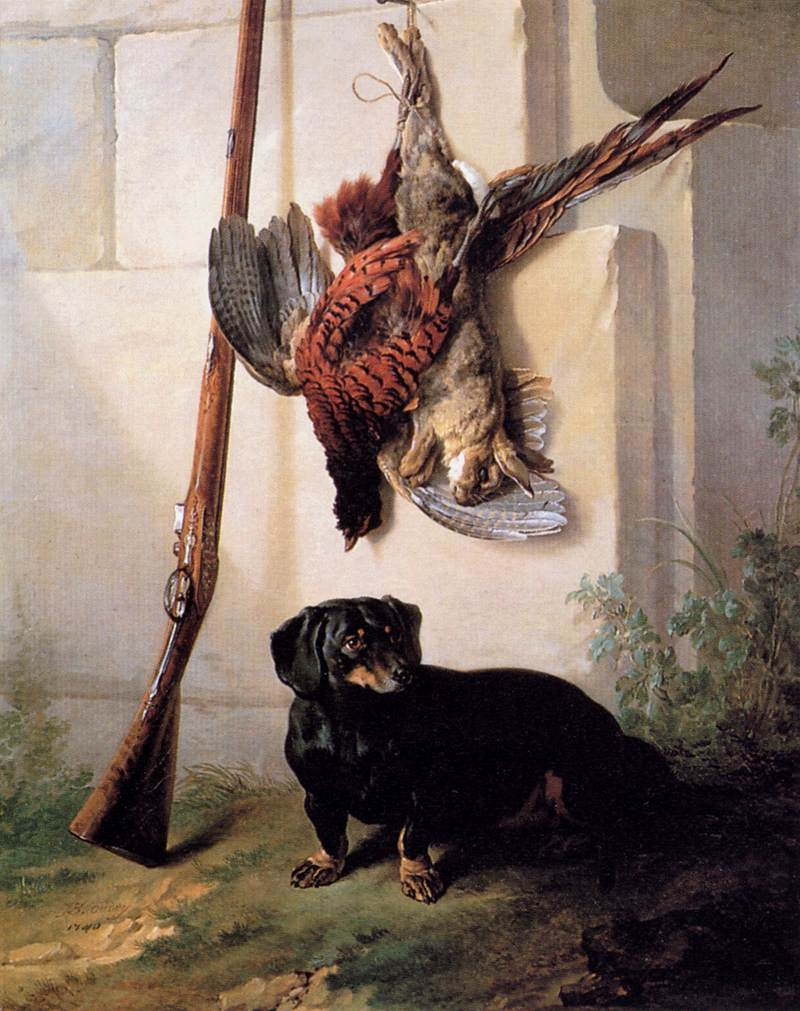
Carl Gustaf Tessins (1695-1770) tax Pehr målad av Jean-Baptiste Oudry (1686-1755) 1740.
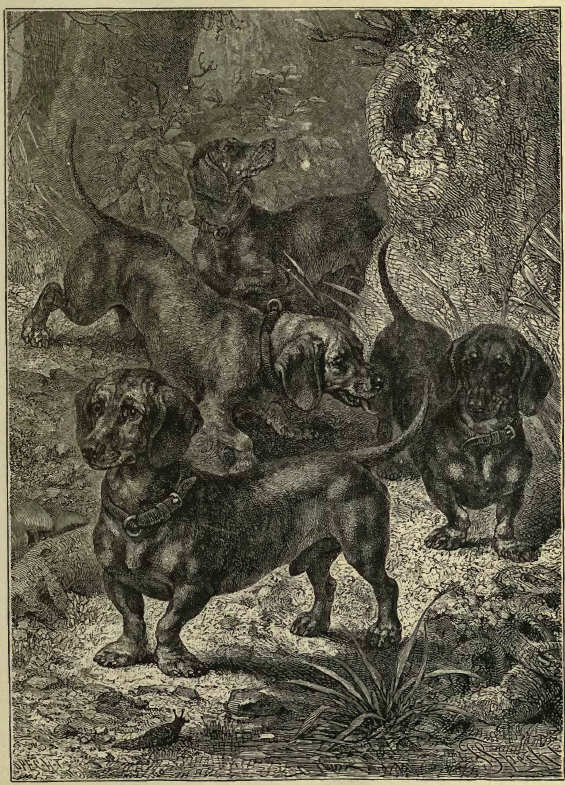
Taxar från Vero Shaws "The Illustrated Book of the Dog" 1881, där man tydligt ser de krökta benen som avlades bort i början av 1900-talet.

## Egenskaper
Taxen är en mångsidig jakthund. Den är känd för sitt envisa lynne, sin starka vilja och sitt intensiva temperament. Den lär sig snabbt. Eftersom taxar avlats för att ha ett bra, starkt skall så låter de ofta som betydligt större hundar.
De svenska taxarna används främst till drevjakt, men även grytjakt förekommer. De sydeuropeiska taxarna anses vara något "skarpare" och används mer till grytjakt än de svenska. För att få högre utmärkelser på hundutställning måste en tax ha meriter från jaktprov för drivande hund, jaktprov för grythund eller viltspårprov.

## Utseende
Taxen förekommer i tre hårlag; korthårig, strävhårig och långhårig, samt tre storlekar, normalstor tax, dvärgtax och kanintax vilket ger nio varianter.
Strävhåriga taxars päls bör normalt plockas ungefär två gånger per år. De korthåriga saknar nästan helt det behovet. Vissa taxar har en mörkare pälsrand på ryggen, vilket förr kallades "jaktrand" eftersom man trodde att en sådan antydde att taxen var bättre på jakt.[källa behövs]

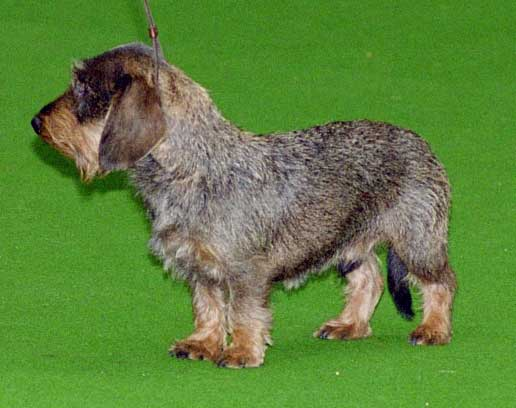
Strävhårig tax
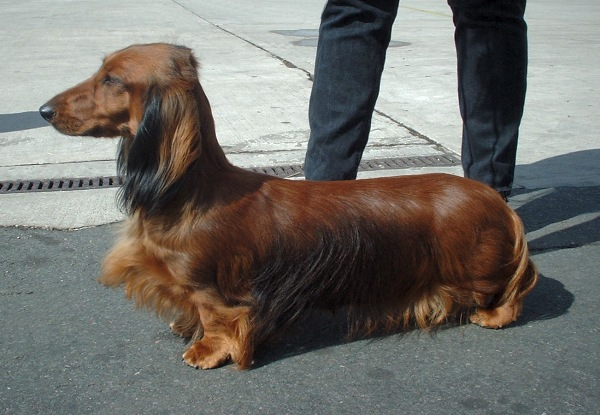
Långhårig tax